# Čína na Letních olympijských hrách 1988
Čínu na Letních olympijských hrách v roce 1988 v jihokorejském Soulu reprezentovala výprava 273 sportovců (149 mužů a 124 žen) ve 25 sportech.

## Medailisté
| Medaile | Jméno | Sport                | Soutěž                          |
| ------- | --- | -------------------- | ------------------------------- |
| Zlato   | Gao Min | Skoky do vody        | Ženy prkno 3 m                  |
| Zlato   | Xu Yanmei | Skoky do vody        | Ženy věž 10 m                   |
| Zlato   | Chen Jing | Stolní tenis         | Ženy dvouhra                    |
| Zlato   | Chen Longcan Wei Jingguang | Stolní tenis         | Muži čtyřhra                    |
| Zlato   | Lou Yun | Sportovní gymnastika | Muži přeskok                    |
| Stříbro | Huang Shiping | Sportovní střelba    | Muži 50 metrů průběžný cíl      |
| Stříbro | Yang Wenyi | Plavání              | Ženy 50 m volný způsob          |
| Stříbro | Čuang Jung | Plavání              | Ženy 100 m volný způsob         |
| Stříbro | Huang Xiaomin | Plavání              | Ženy 200 m prsa                 |
| Stříbro | Tan Liangde | Skoky do vody        | Muži prkno 3 m                  |
| Stříbro | Xiong Ni | Skoky do vody        | Muži věž 10 m                   |
| Stříbro | Li Qing | Skoky do vody        | Ženy prkno 3 m                  |
| Stříbro | Li Huifen | Stolní tenis         | Ženy dvouhra                    |
| Stříbro | Jiao Zhimin Chen Jing | Stolní tenis         | Ženy čtyřhra                    |
| Stříbro | He Yingqiang | Vzpírání             | Muži do 56 kg                   |
| Stříbro | Hu Yadong Li Ronghua Zhang Xianghua Zhou Shouying Yang Xiao                                                                       | Veslování            | Ženy čtyřka s kormidelníkem     |
| Bronz   | Li Guojun Zhao Hong Hou Yuzhu Wang Yajun Yang Xilan Su Huijuan Jiang Ying Cui Yongmei Yang Xiaojun Zheng Meizhu Wu Dan Li Yueming | Volejbal             | Turnaj žen                      |
| Bronz   | Li Mej-su | Atletika             | Ženy vrh kouli                  |
| Bronz   | Lou Yun | Sportovní gymnastika | Muži prostná                    |
| Bronz   | Xu Haifeng | Sportovní střelba    | Muži 10 metrů vzduchová pistole |
| Bronz   | Čchien Chung | Plavání              | Ženy 100 m motýlek              |
| Bronz   | Li Deliang | Skoky do vody        | Muži prkno 3 m                  |
| Bronz   | Jiao Zhimin | Stolní tenis         | Ženy dvouhra                    |
| Bronz   | He Zhuoqiang | Vzpírání             | Muži do 52 kg                   |
| Bronz   | Liu Shoubin | Vzpírání             | Muži do 56 kg                   |
| Bronz   | Ye Huanming | Vzpírání             | Muži do 60 kg                   |
| Bronz   | Li Jinhe | Vzpírání             | Muži do 67.5 kg                 |
| Bronz   | Zhang Xianghua Hu Yadong Zhou Shouying Zhou Ziuhua Zhuang Yali He Yanwen Han Yaqin Li Ronghua Yang Xiao                           | Veslování            | Ženy osmiveslice                |